# Wasilij Charłamow
Wasilij Olegowicz Charłamow (ros. Василий Олегович Харламов; ur. 8 stycznia 1986) – rosyjski lekkoatleta specjalizujący się w wielobojach.
Jako junior zajął trzynaste miejsce na mistrzostwach Europy juniorów w Kownie (2005). Siódmy zawodnik młodzieżowych mistrzostw Europy w 2007 oraz siedemnasty dziesięcioboista mistrzostw świata w 2009. Startował na mistrzostwach Europy w Barcelonie zajmując trzynastą lokatę. Zimą 2011 był ósmy na halowych mistrzostwach Europy, a latem zdobył złoto uniwersjady. Medalista mistrzostw Rosji oraz reprezentant kraju w pucharze Europy w wielobojach. 
Rekordy życiowe: siedmiobój (hala) – 6043 pkt. (7 lutego 2012, Moskwa); dziesięciobój (stadion) – 8166 pkt. (18 sierpnia 2011, Shenzhen). 

## Osiągnięcia
| Rok  | Impreza                                | Miejsce   | Konkurencja   | Lokata      | Wynik     |
| ---- | -------------------------------------- | --------- | ------------- | ----------- | --------- |
| 2005 | Mistrzostwa Europy juniorów            | Kowno     | dziesięciobój | 13. miejsce | 6342 pkt. |
| 2007 | Młodzieżowe mistrzostwa Europy         | Debreczyn | dziesięciobój | 7. miejsce  | 7681 pkt. |
| 2008 | Superliga pucharu Europy w wielobojach | Hengelo   | dziesięciobój | 8. miejsce  | 7735 pkt. |
| 2009 | Superliga pucharu Europy w wielobojach | Szczecin  | dziesięciobój | 5. miejsce  | 8113 pkt. |
| 2009 | Mistrzostwa świata                     | Berlin    | dziesięciobój | 17. miejsce | 8065 pkt. |
| 2010 | Mistrzostwa Europy                     | Barcelona | dziesięciobój | 13. miejsce | 7844 pkt. |
| 2011 | Halowe mistrzostwa Europy              | Paryż     | siedmiobój    | 8. miejsce  | 5959 pkt. |
| 2011 | Superliga pucharu Europy w wielobojach | Toruń     | dziesięciobój | 2. miejsce  | 7935 pkt. |
| 2011 | Uniwersjada                            | Shenzhen  | dziesięciobój | 1. miejsce  | 8166 pkt. |